# 헤미멜리트산
헤미멜리트산(영어: hemimellitic acid) 또는 1,2,3-벤젠트라이카복실산(영어: 1,2,3-benzenetricarboxylic acid)은 분자식이 C6H3(СО2Н)3인 유기 화합물이다. 벤젠트라이카복실산의 다른 이성질체들과 마찬가지로 헤미멜리트산은 무색의 고체이다. 헤미멜리트산은 1,2,3-트라이메틸벤젠의 산화에 의해 제조된다.

## 같이 보기
- 벤젠트라이카복실산
- 트라이멜리트산 (1,2,4-벤젠트라이카복실산)
- 트라이메스산 (1,3,5-벤젠트라이카복실산)